# Puchar Europy Mistrzyń Krajowych siatkarek (1988/1989)
Puchar Europy Mistrzyń Krajowych 1989 – 29. sezon Pucharu Europy Mistrzyń Krajowych rozgrywanego od 1960 roku, organizowanego przez Europejską Konfederację Piłki Siatkowej (CEV) w ramach europejskich pucharów dla żeńskich klubowych zespołów siatkarskich „starego kontynentu”.

## Drużyny uczestniczące
- Boavista Porto
- Tungsram Budapeszt
- Stal Bielsko-Biała
- Racing Paris
- KFUM Oslo
- Sovereign Leasing Sale
- SC Uni Bazylea
- Español Barcelona
- Dinamo Tirana
- Universitatea Krajowa
- Holte IF
- Post Wiedeń
- Hapoel Bat Jam
- AEL Limassol
- Rudá Hvězda Praga
- Eczacıbaşı Stambuł
- Kyle VC Ayr
- Gym Bonnevoie
- Bayern Lohhof
- Radnički Belgrad
- Sneek Avero
- Vaasan Vasama
- Panathinaikos Ateny
- VC Antonius Herenthals
- Urałoczka Swierdłowsk
- Teodora Olimpia Rawenna
- SC Dynamo Berlin
- CSKA Sofia

## Rozgrywki

### Runda wstępna
| Data       | Drużyna 1           | Wynik | Drużyna 2              | Sety                           |
| ---------- | ------------------- | ----- | ---------------------- | ------------------------------ |
|            | Boavista Porto      | 1:3   | Tungsram Budapeszt     |                                |
| 12.11.1988 | Boavista Porto      | 0:3   | Tungsram Budapeszt     | 3:15, 4:15, 2:15               |
|            |                     |       |                        |                                |
| 05.11.1988 | Stal Bielsko-Biała  | 3:1   | Racing Paris           | 15:8, 14:16, 15:5, 15:11       |
| 12.11.1988 | Stal Bielsko-Biała  | 3:1   | Racing Paris           | 15:6, 9:15, 15:8, 15:12        |
|            |                     |       |                        |                                |
| 05.11.1988 | KFUM Oslo           | 3:0   | Sovereign Leasing Sale | 90:44 (15:12, 15:4, 15:11      |
| 13.11.1988 | KFUM Oslo           | 3:0   | Sovereign Leasing Sale | (15:7, 15:0, 15:10             |
|            |                     |       |                        |                                |
| 06.11.1988 | Uni Bazylea         | 3:1   | Español Barcelona      | 15:5, 14:16, 15:13, 15:6       |
| 13.11.1988 | Uni Bazylea         | 1:3   | Español Barcelona      | 15:17, 15:8, 7:15, 6:15        |
|            |                     |       |                        |                                |
| 06.11.1988 | Dinamo Tirana       | 0:3   | Universitatea Krajowa  | 12:15, 13:15, 12:15            |
| 13.11.1988 | Dinamo Tirana       | 0:3   | Universitatea Krajowa  | 10:15, 1:15, 5:15              |
|            |                     |       |                        |                                |
| 06.11.1988 | Holte IF            | 1:3   | Post Wiedeń            | 9:15, 7:15, 15:10, 5:15        |
| 13.11.1988 | Holte IF            | 0:3   | Post Wiedeń            | 7:15, 3:15, 7:15               |
|            |                     |       |                        |                                |
| 07.11.1988 | Hapoel Bat Jam      | 3:0   | AEL Limassol           | 15:6, 15:7, 15:12              |
|            | Hapoel Bat Jam      | 3:1   | AEL Limassol           |                                |
|            |                     |       |                        |                                |
| 05.11.1988 | Rudá Hvězda Praga   | 3:0   | Eczacıbaşı Stambuł     | 15:1, 15:2, 15:5               |
| 13.11.1988 | Rudá Hvězda Praga   | 1:3   | Eczacıbaşı Stambuł     | 5:15, 6:15, 15:9, 6:15         |
|            |                     |       |                        |                                |
| 05.11.1988 | Kyle VC Ayr         | 2:3   | Gym Bonnevoie          | 15:12, 8:15, 10:15, 15:8, ?:15 |
| 12.11.1988 | Kyle VC Ayr         | 1:3   | Gym Bonnevoie          | 3:15, 15:11, 9:15, 10:15       |
|            |                     |       |                        |                                |
| 07.11.1988 | Bayern Lohhof       | 3:0   | Radnički Belgrad       |                                |
| 12.11.1988 | Bayern Lohhof       | 3:0   | Radnički Belgrad       | 15:10, 15:8, 15:8              |
|            |                     |       |                        |                                |
| 06.11.1988 | Vaasan Vasama       | 0:3   | Sneek Avero            | 7:15, 10:15, 5:15              |
| 13.11.1988 | Vaasan Vasama       | 0:3   | Sneek Avero            | 8:15, 7:15, 8:15               |
|            |                     |       |                        |                                |
| 06.11.1988 | Panathinaikos Ateny | 1:3   | VC Antonius Herenthals | 12:15, 15:13, 15:8, 15:6       |
| 14.11.1988 | Panathinaikos Ateny | 0:3   | VC Antonius Herenthals | 7:15, 4:15, 12:15              |

### Runda 1/8
| Data       | Drużyna 1               | Wynik | Drużyna 2              | Sety                   |
| ---------- | ----------------------- | ----- | ---------------------- | ---------------------- |
|            | Urałoczka Swierdłowsk   | 3:0   | Tungsram Budapeszt     |                        |
| 10.12.1988 | Urałoczka Swierdłowsk   | 3:0   | Tungsram Budapeszt     | 15:11, 15:3, 15:6      |
|            |                         |       |                        |                        |
| 03.12.1988 | KFUM Oslo               | 0:3   | Stal Bielsko-Biała     | 3:15, 10:15, 12:15     |
| 10.12.1988 | KFUM Oslo               | 0:3   | Stal Bielsko-Biała     | 5:15, 13:15, 8:15      |
|            |                         |       |                        |                        |
| 03.12.1988 | Teodora Olimpia Rawenna | 3:0   | Uni Bazylea            | 15:3, 15:4, 15:2       |
| 11.12.1988 | Teodora Olimpia Rawenna | 3:0   | Uni Bazylea            | 15:3, 15:2, 15:6       |
|            |                         |       |                        |                        |
| 04.12.1988 | Post Wiedeń             | 3:0   | Universitatea Krajowa  | 15:8, 15:11, 15:13     |
| 10.12.1988 | Post Wiedeń             | 0:3   | Universitatea Krajowa  | 7:15, 5:15, 2:15       |
|            |                         |       |                        |                        |
| 04.12.1988 | Hapoel Bat Jam          | 0:3   | SC Dynamo Berlin       | 3:15, 0:15, 4:15       |
| 10.12.1988 | Hapoel Bat Jam          | 0:3   | SC Dynamo Berlin       | 3:15, 3:15, 3:15       |
|            |                         |       |                        |                        |
| 03.12.1988 | Gym Bonnevoie           | 0:3   | Rudá Hvězda Praga      | 7:15, 7:15, 2:15       |
| 10.12.1988 | Gym Bonnevoie           | 0:3   | Rudá Hvězda Praga      | 2:15, 2:15, 6:15       |
|            |                         |       |                        |                        |
| 04.12.1988 | Bayern Lohhof           | 3:1   | CSKA Sofia             | 15:3, 15:8 12:15, 15:2 |
| 11.12.1988 | Bayern Lohhof           | 0:3   | CSKA Sofia             | 6:15, 11:15, 12:15     |
|            |                         |       |                        |                        |
| 04.12.1988 | Sneek Avero             | 3:0   | VC Antonius Herenthals | 15:4, 15:12, 15:13     |
| 11.12.1988 | Sneek Avero             | 3:0   | VC Antonius Herenthals | 15:7, 15:0, 15:4       |

### Ćwierćfinał
| Data       | Drużyna 1               | Wynik | Drużyna 2             | Sety                          |
| ---------- | ----------------------- | ----- | --------------------- | ----------------------------- |
| 11.01.1989 | Stal Bielsko-Biała      | 0:3   | Urałoczka Swierdłowsk | 8:15, 5:15, 3:15              |
| 18.01.1989 | Stal Bielsko-Biała      | 0:3   | Urałoczka Swierdłowsk | 7:15, 6:15, 7:15              |
|            |                         |       |                       |                               |
| 11.01.1989 | Teodora Olimpia Rawenna | 3:0   | Universitatea Krajowa | 15:6, 15:3, 15:9              |
| 18.01.1989 | Teodora Olimpia Rawenna | 1:3   | Universitatea Krajowa | 12:15, 15:9, 6:15, 13:15      |
|            |                         |       |                       |                               |
| 15.01.1989 | Rudá Hvězda Praga       | 1:3   | SC Dynamo Berlin      | 13:15, 8:15, 15:7, 7:15, 1:25 |
| 18.01.1989 | Rudá Hvězda Praga       | 0:3   | SC Dynamo Berlin      | 5:15, 8:15, 10:15             |
|            |                         |       |                       |                               |
| 15.01.1989 | Sneek Avero             | 3:1   | CSKA Sofia            | 15:8, 15:9, 3:15, 15:12       |
| 18.01.1989 | Sneek Avero             | 0:3   | CSKA Sofia            | 2:15, 7:15, 11:15             |

### Turniej finałowy
Bruksela

#### Mecze o rozstawienie
| Data       | Drużyna 1               | Wynik | Drużyna 2        | Sety                            |
| ---------- | ----------------------- | ----- | ---------------- | ------------------------------- |
| 10.02.1989 | Urałoczka Swierdłowsk   | 3:0   | SC Dynamo Berlin | 15:8, 15:12, 15:13              |
| 10.02.1989 | Teodora Olimpia Rawenna | 3:2   | CSKA Sofia       | 13:15, 15:4, 15:11, 13:15, 15:7 |

#### Półfinały
| Data       | Drużyna 1               | Wynik | Drużyna 2        | Sety              |
| ---------- | ----------------------- | ----- | ---------------- | ----------------- |
| 11.02.1989 | Urałoczka Swierdłowsk   | 3:0   | CSKA Sofia       | 15:8, 15:8, 15:4  |
| 11.02.1989 | Teodora Olimpia Rawenna | 3:0   | SC Dynamo Berlin | 15:6, 15:10, 15:9 |

#### Mecz o 3. miejsce
| Data       | Drużyna 1        | Wynik | Drużyna 2  | Sety                     |
| ---------- | ---------------- | ----- | ---------- | ------------------------ |
| 12.02.1989 | SC Dynamo Berlin | 3:1   | CSKA Sofia | 15:10, 11:15, 15:6, 15:7 |

#### Finał
| Data       | Drużyna 1             | Wynik | Drużyna 2               | Sety                     |
| ---------- | --------------------- | ----- | ----------------------- | ------------------------ |
| 12.02.1989 | Urałoczka Swierdłowsk | 3:1   | Teodora Olimpia Rawenna | 11:15, 17:15, 15:4, 15:5 |

## Klasyfikacja końcowa
| Miejsce | Drużyna               |
| ------- | --------------------- |
| złoto   | Urałoczka Swierdłowsk |
| srebro  | Olimpia Rawenna       |
| brąz    | SC Dynamo Berlin      |
| 4.      | CSKA Sofia            |